# Вајерхојзер, Висконсин
Вајерхојзер, Висконсин (енгл. Weyerhaeuser) град је у америчкој савезној држави Висконсин.

## Демографија
По попису из 2010. године број становника је 238, што је 115 (-32,6%) становника мање него 2000. године.
| Група             | 2000.       | 2010.       |
| Белци             | 350 (99,2%) | 233 (97,9%) |
| Афроамериканци    | 0 (0,0%)    | 0 (0,0%)    |
| Азијати           | 0 (0,0%)    | 0 (0,0%)    |
| Хиспаноамериканци | 1 (0,3%)    | 3 (1,3%)    |
| Укупно            | 353         | 238         |